# Jackie Stewart
John Young Stewart (Milton (West Dunbartonshire), 11 juni 1939), beter bekend als Jackie Stewart, en met bijnaam The Flying Scot, is een voormalig Schots Formule-1 coureur. Hij werd drie keer wereldkampioen (1969, 1971 en 1973). Voorts werd hij ook bekend als tv-commentator in Groot-Brittannië en in de Verenigde Staten tijdens live-verslaggevingen van Formule 1-wedstrijden, voornamelijk omwille van zijn Schots accent. Tussen 1997 en 1999 was hij ook teambaas in het Stewart Grand Prix Formula One racing team, samen met zijn zoon Paul Stewart.

## Jeugdjaren
Op dertienjarige leeftijd won hij een kleiduivenschietcompetitie waarna hij een succesvol lid werd van het Schotse kleiduivenschietteam. Hij won zowel de Britse, Welshe als Schotse kampioenschappen alsmede het Europese Coupe De Nations. Ook deed hij een - vergeefse - poging naar de Olympische Zomerspelen van 1960 te worden afgevaardigd.
Jackie kwam al snel in contact met auto's toen hij als leerling-mechanieker werkte in Dumbuck Garage, in Milton, een familiebedrijfje. De Stewarts waren er Jaguar-dealers en hadden er een goed draaiende zaak. Jackies vader was motocoureur en z'n broer, Jimmy, was ook coureur, die plaatselijk al wat bekendheid kreeg. Hij reed voor Ecurie Ecosse en hij deed mee in de Britse Formule-1 Grand Prix in 1953. Het was dus de normaalste zaak van de wereld dat Jackie ook in de motorsport verzeild zou raken, net zoals z'n oudere broer.
Na een zware crash van Jimmy in Le Mans, werd autosport door Jackies ouders afgeraden. Maar hij ging wel in op een aanbieding van Barry Filer, een klant in zijn ouders' garage, om te testen in een aantal van zijn wagens in Oulton Park. Stewart verblufte alles en iedereen.
Ken Tyrrell kreeg al snel lucht van Jackie, en nam contact op met Jimmy om te horen of zijn jongere broer interesse had in een try-out voor het Formula Junior-team. Jackie ging erop in en nam de wagen over waar Bruce McLaren mee aan het testen was. McLaren was toen al een ervaren Formule 1-coureur en de nieuwe Cooper F3 was een zeer competitieve auto in zijn categorie. Al gauw reed Stewart snellere ronden dan McLaren, waarop McLaren terug in de wagen kroop om nog snellere ronden neer te zetten. Maar opnieuw zette Stewart snellere rondes neer en Tyrrell wilde hem bij het team. Dit was het begin van een prachtige samenwerking die hem naar de absolute wereldtop zou leiden. Maar we spreken van het jaar 1963 en Stewart had nog een lange weg voor zich.

## Racecarrière

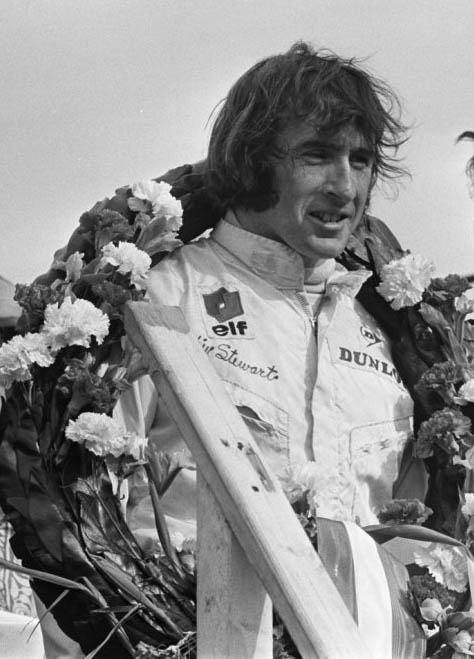
Jackie Stewart, Zandvoort, 1969

Omdat Tyrrell toen nog niet in de Formule-1 zat, begon hij in 1965 bij BRM, samen met Graham Hill. Zijn eerste contract leverde hem 4.000 pond op. In zijn debuutrace in 1965 in Zuid-Afrika pakte hij meteen al punten. Nog voor het einde van het jaar won hij zijn eerste Grand Prix (in Italië). In 1966 won hij bijna de Indianapolis 500 bij zijn eerste deelname, maar 8 ronden voor het einde kreeg hij pech en moest hij, terwijl hij de leiding had, opgeven.
Dankzij Stewart, werd het voor Formule-1 coureurs iets veiliger. In 1966, crashte hij namelijk zwaar in de Grand Prix van België op Spa-Francorchamps. Hij slipte in de regen en zat vast in z'n bolide terwijl hij midden in de lekkende brandstof zat. Eén vonkje was een ramp geweest. Ook de baancommissarissen hadden geen gereedschap om hem te bevrijden en het was z'n teammaat Hill die hem uit het wrak haalde. Vanaf dan, werd een hoofdschakelaar voor de elektronische apparatuur en een verwijderbaar stuur standaard in de bolides ingebouwd en had hij iedere race een medisch team tot zijn beschikking.

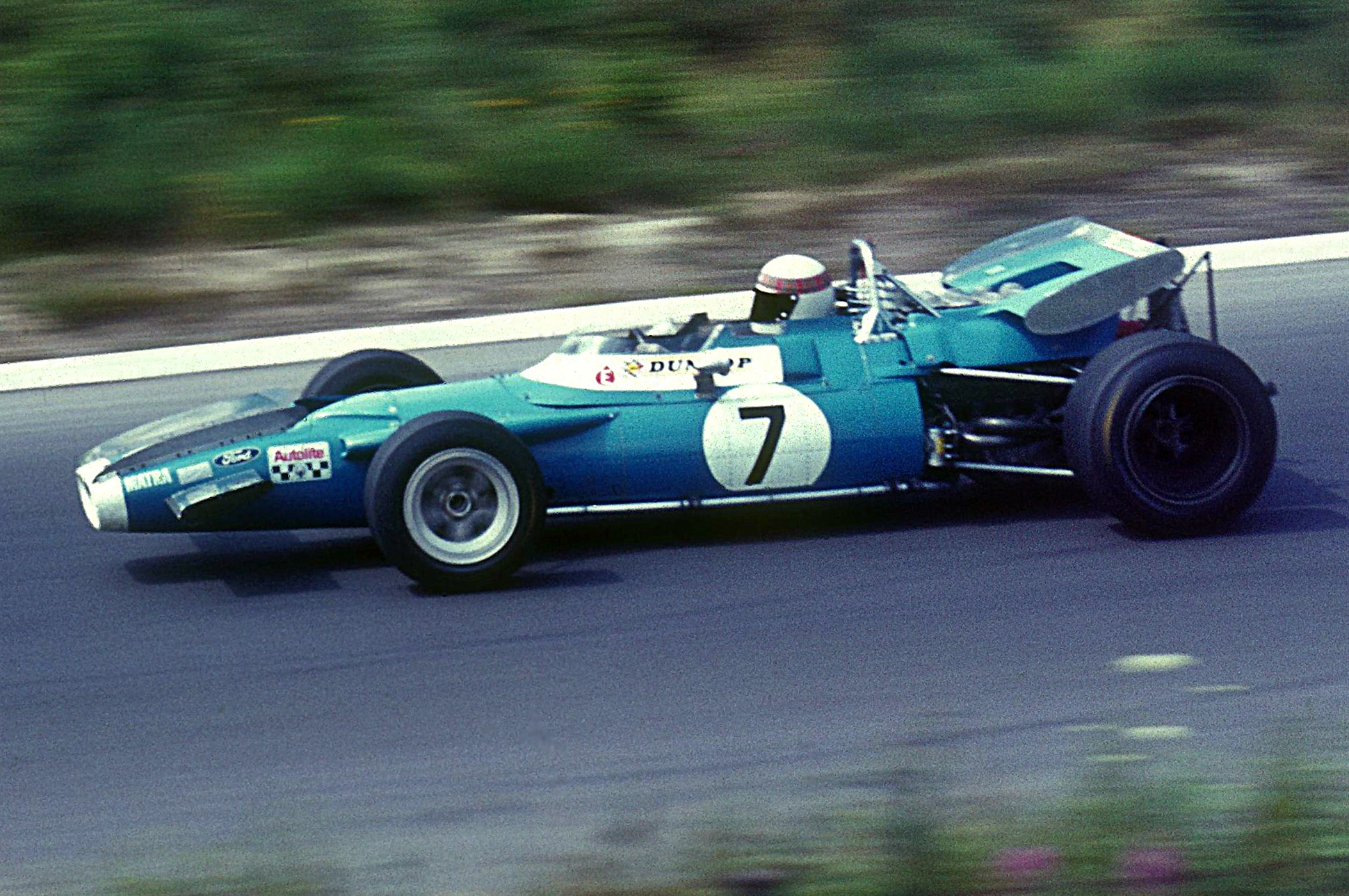
Jackie Stewart in de Matra MS80 op de Nürburgring in 1969

In 1968 stapte hij over naar Ken Tyrrells team. Zijn overwinning in de Duitse Grand Prix van dat jaar, dankzij zijn stuurmanskunsten in de regen en de mist, wordt beschouwd als een van zijn mooiste. Hij had een voorsprong van 4 minuten op de nummer twee (Graham Hill) en dat was buitengewoon.
Stewart werd wereldkampioen in 1969 in een Cosworth Matra MS80. Ook in 1971 en in 1973 deed hij dit in een Tyrrell. In 1972 miste hij verschillende races door
gastritis, mede door het vele reizen. Stewart reed toen ook in de Can Am series met een Lola, en een Ford Capri in de touring car Group 2 European championship, samen met o.a. z'n Formule-1 teamgenoot François Cevert.
Zijn laatste en toen recordbrekende overwinning was z'n 27ste in de Duitse Grand Prix van 1973 op de Nürburgring met een schitterende Tyrrell op 1 en 2. Na de fatale crash van z'n teamgenoot François Cevert in de kwalificaties voor de laatste GP van het seizoen op Watkins Glen (Verenigde Staten) in 1973, stopte hij één race vroeger dan gepland met racen. Zo miste hij zijn 100e Grand Prix.

## Formule 1 resultaten
| Seizoen | Team                | Chassis    | 1      | 2       | 3         | 4       | 5       | 6      | 7      | 8      | 9      | 10     | 11      | 12      | 13     | 14   | 15    | Punten | Rang |
| ------- | ------------------- | ---------- | ------ | ------- | --------- | ------- | ------- | ------ | ------ | ------ | ------ | ------ | ------- | ------- | ------ | ---- | ----- | ------ | ---- |
| 1965    | BRM                 | BRM P261   | ZAF(6) | MON3    | BEL2      | FRA2    | GBR5    | NED2   | DUIDNF | ITA1   | VSTDNF | MEXDNF |         |         |        |      |       | 33     | 3    |
| 1966    | BRM                 | BRM P83    | MON1   | BELDNF  | FRA       | GBRDNF  | NED4    | DUI5   | ITADNF | VSTDNF | MEXDNF |        |         |         |        |      |       | 14     | 7    |
| 1967    | BRM                 | BRM P115   | ZAFDNF | MONDNF  | NEDDNF    | BEL2    | FRA3    | GBRDNF | DUIDNF | CANDNF | ITADNF | VSTDNF | MEXDNF  |         |        |      |       | 10     | 9    |
| 1968    | Matra International | M S10      | ZAFDNF | SPA     | MON       | BEL4    | NED1    | FRA3   | GBR6   | DUI1S  | ITADNF | CAN6   | VST1S   | MEX7    |        |      |       | 36     | 2    |
| 1969    | Matra International | M S80      | ZAF1S  | SPA1    | MONDNFPS0 | NED1S   | FRA1PS0 | GBR1S  | DUI2   | ITA1   | CANDNF | VSTDNF | MEX4    |         |        |      |       | 63     | 1    |
| 1970    | Tyrell Racing       | March 701  | ZAF3P  | SPA1    | MONDNFP   | BELDNFP | NED2    | FRA9   | GBRDNF | DUIDNF | OOSDNF | ITA2   | CANDNFP | VSTDNF  | MEXDNF |      |       | 25     | 5    |
| 1971    | Tyrell Racing       | Tyrell 003 | ZAF2P  | SPA1    | MON1PS    | NED11   | FRA1PS  | GBR1S  | DUI1P  | OOSDNF | ITADNF | CAN1P  | VST5P   |         |        |      |       | 62     | 1    |
| 1972    | Tyrell Racing       | Tyrell 005 | ARG1S  | ZAFDNFP | SPADNF    | MON4    | BEL     | FRA1   | GBR2S  | DUI11  | OOS7   | ITADNF | CAN1S   | VST1PS0 |        |      |       | 45     | 2    |
| 1973    | Tyrell Racing       | Tyrell 006 | ARG3   | BRA 2   | ZAF 1     | SPADNF  | BEL1    | MON1P  | ZWE5   | FRA4P  | GBR10  | NED1   | DUI1P   | OOS2    | ITA4S  | CAN5 | VSTWD | 71     | 1    |

### Overwinningen
| Nr. | Grand Prix                         | Jaar | Team                |
| --- | ---------------------------------- | ---- | ------------------- |
| 1   | Grand Prix van Italië              | 1965 | BRM                 |
| 2   | Grand Prix van Monaco              | 1966 | BRM                 |
| 3   | Grand Prix van Nederland           | 1968 | Matra International |
| 4   | Grand Prix van Duitsland           | 1968 | Matra International |
| 5   | Grand Prix van de Verenigde Staten | 1968 | Matra International |
| 6   | Grand Prix van Zuid-Afrika         | 1969 | Matra International |
| 7   | Grand Prix van Spanje              | 1969 | Matra International |
| 8   | Grand Prix van Nederland           | 1969 | Matra International |
| 9   | Grand Prix van Frankrijk           | 1969 | Matra International |
| 10  | Grand Prix van Groot-Brittannië    | 1969 | Matra International |
| 11  | Grand Prix van Italië              | 1969 | Matra International |
| 12  | Grand Prix van Spanje              | 1970 | Tyrell Racing       |
| 13  | Grand Prix van Spanje              | 1971 | Tyrell Racing       |
| 14  | Grand Prix van Monaco              | 1971 | Tyrell Racing       |
| 15  | Grand Prix van Frankrijk           | 1971 | Tyrell Racing       |
| 16  | Grand Prix van Groot-Brittannië    | 1971 | Tyrell Racing       |
| 17  | Grand Prix van Duitsland           | 1971 | Tyrell Racing       |
| 18  | Grand Prix van Canada              | 1971 | Tyrell Racing       |
| 19  | Grand Prix van Argentinië          | 1972 | Tyrell Racing       |
| 20  | Grand Prix van Frankrijk           | 1972 | Tyrell Racing       |
| 21  | Grand Prix van Canada              | 1972 | Tyrell Racing       |
| 22  | Grand Prix van de Verenigde Staten | 1972 | Tyrell Racing       |
| 23  | Grand Prix van Zuid-Afrika         | 1973 | Tyrell Racing       |
| 24  | Grand Prix van België              | 1973 | Tyrell Racing       |
| 25  | Grand Prix van Monaco              | 1973 | Tyrell Racing       |
| 26  | Grand Prix van Nederland           | 1973 | Tyrell Racing       |
| 27  | Grand Prix van Duitsland           | 1973 | Tyrell Racing       |

- 1950 G. Farina
- 1951 J. M. Fangio
- 1952 A. Ascari
- 1953 A. Ascari
- 1954 J. M. Fangio
- 1955 J. M. Fangio
- 1956 J. M. Fangio
- 1957 J. M. Fangio
- 1958 M. Hawthorn
- 1959 J. Brabham
- 1960 J. Brabham
- 1961 P. Hill
- 1962 G. Hill
- 1963 J. Clark
- 1964 J. Surtees
- 1965 J. Clark
- 1966 J. Brabham
- 1967 D. Hulme
- 1968 G. Hill
- 1969 J. Stewart
- 1970 J. Rindt
- 1971 J. Stewart
- 1972 E. Fittipaldi
- 1973 J. Stewart
- 1974 E. Fittipaldi
- 1975 N. Lauda
- 1976 J. Hunt
- 1977 N. Lauda
- 1978 M. Andretti
- 1979 J. Scheckter
- 1980 A. Jones
- 1981 N. Piquet
- 1982 K. Rosberg
- 1983 N. Piquet
- 1984 N. Lauda
- 1985 A. Prost
- 1986 A. Prost
- 1987 N. Piquet
- 1988 A. Senna
- 1989 A. Prost
- 1990 A. Senna
- 1991 A. Senna
- 1992 N. Mansell
- 1993 A. Prost
- 1994 M. Schumacher
- 1995 M. Schumacher
- 1996 D. Hill
- 1997 J. Villeneuve
- 1998 M. Häkkinen
- 1999 M. Häkkinen
- 2000 M. Schumacher
- 2001 M. Schumacher
- 2002 M. Schumacher
- 2003 M. Schumacher
- 2004 M. Schumacher
- 2005 F. Alonso
- 2006 F. Alonso
- 2007 K. Räikkönen
- 2008 L. Hamilton
- 2009 J. Button
- 2010 S. Vettel
- 2011 S. Vettel
- 2012 S. Vettel
- 2013 S. Vettel
- 2014 L. Hamilton
- 2015 L. Hamilton
- 2016 N. Rosberg
- 2017 L. Hamilton
- 2018 L. Hamilton
- 2019 L. Hamilton
- 2020 L. Hamilton
- 2021 M. Verstappen
- 2022 M. Verstappen
- 2023 M. Verstappen
- 2024 M. Verstappen